# Peter Sunde
Peter Sunde Kolmisoppi, cunoscut și ca brokep, nascut in 13 septembrie 1978 în Uddevalla, este un antreprenor în IT de origine norvegiano-finlandeză. Este cofondatorul și mai târziu purtătorul de cuvant al sitului de torrente The Pirate Bay. Sunde s-a născut în Suedia, dar nu are cetațenie suedeză, dar e cetățean norvegian și finlandez. Acum trăiește în districtul Kreuzberg din sudul Berlinului.
1. 1 2   https://itavisen.no/2010/04/27/na-skal-vi-ta-pirate-bay/ Lipsește sau este vid: |title= (ajutor)